# Ingenbohl
Ingenbohl (toponimo tedesco) è un comune svizzero di 8 643 abitanti del Canton Svitto, nel distretto di Svitto. Centro politico ed economico del comune è la frazione di Brunnen.
Nel comune, che sorge presso il vertice nordorientale del lago dei Quattro Cantoni, si trova il convento di Ingenbohl, casa madre delle Suore di carità della Santa Croce.

## Infrastrutture e trasporti

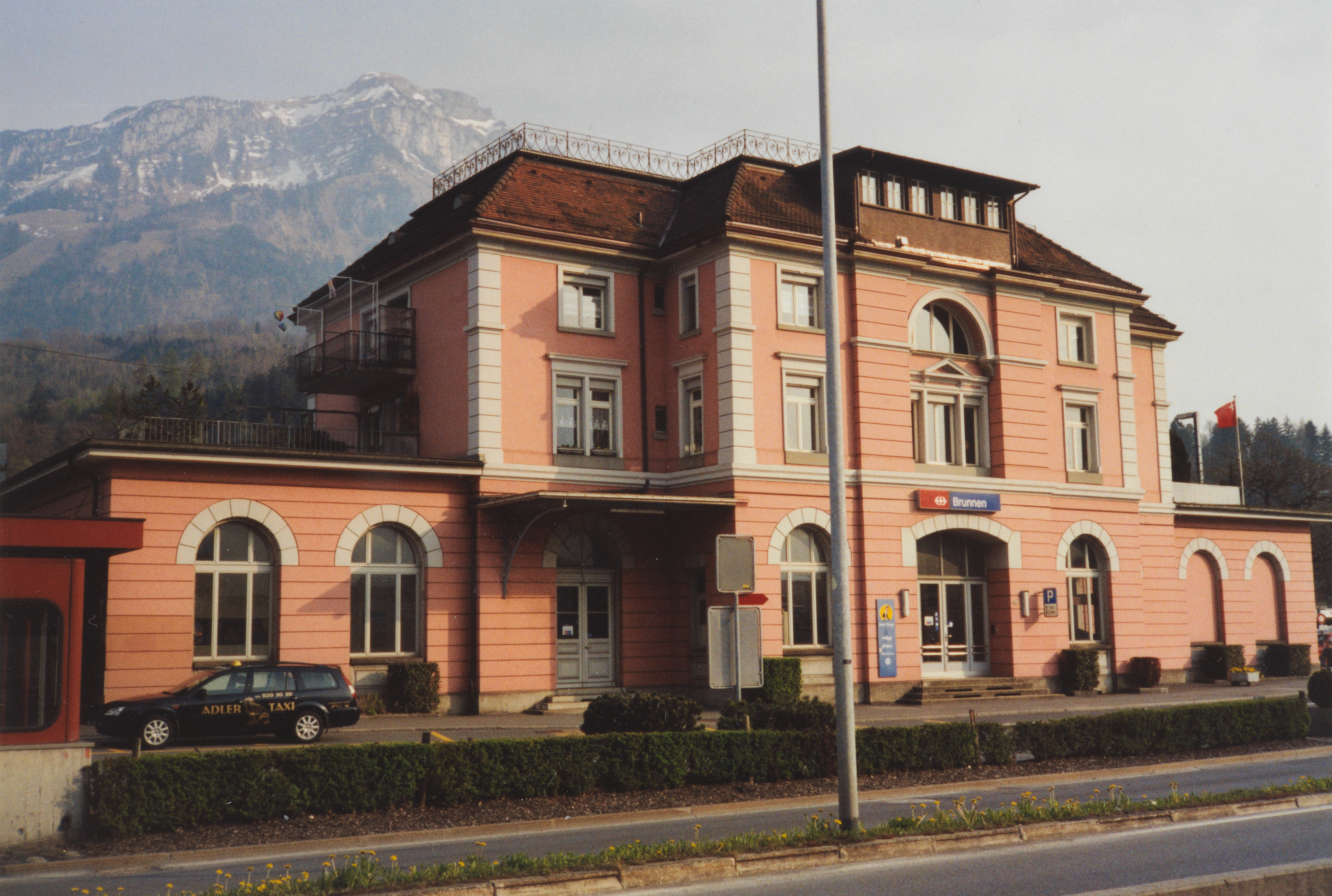
La stazione di Brunnen

Ingenbohl è servito dalla stazione di Brunnen sulla ferrovia del Gottardo.
Tra il 1915 e il 1963 Ingenbohl fu collegato a Svitto da una linea tranviaria.